# Władysław Krawczyk
Władysław Krawczyk (ur. 23 lutego 1897 w Krężnicy Jarej, zm. 22 października 1975 w Chełmie) – podpułkownik dyplomowany piechoty Wojska Polskiego.

## Życiorys
W 1915 ukończył Gimnazjum im. Staszica w Lublinie. Walczył w legionowym 1 pułku ułanów, ukończył kurs oficerski w 1917, był internowany w Szczypiornie i Łomży po kryzysie przysięgowym. 
W listopadzie 1918 roku został przyjęty do Wojska Polskiego i przydzielony mianowany dowódcą 6 kompanii 7 pułku piechoty Legionów. W jego szeregach walczył na wojnie z bolszewikami. Dowodził plutonem w 6. kompanii, a następnie objął jej dowództwo. W 1920 roku został mianowany podporucznikiem. 
3 maja 1922 roku został zweryfikowany w stopniu porucznika ze starszeństwem z dniem 1 czerwca 1919 roku i 1366. lokatą w korpusie oficerów piechoty, a jego oddziałem macierzystym był 7 pułk piechoty Legionów w Chełmie. Przez kolejne lata kontynuował służbę w 7 pułku piechoty Legionów. W 1925 roku ukończył półroczny kurs w Centralnej Szkole Strzelniczej w Toruniu i został dowódcą 3 kompanii ciężkich karabinów maszynowych w macierzystym pułku. 3 maja 1926 roku został awansowany na kapitana ze starszeństwem z dniem 1 lipca 1925 roku i 230. lokatą w korpusie oficerów piechoty. 15 lipca 1927 roku został przeniesiony do kadry oficerów piechoty z równoczesnym przydziałem do dowództwa 24 Dywizji Piechoty w Jarosławiu na stanowisko oficera sztabu (etat Sztabu Generalnego). 23 grudnia 1929 roku został powołany do Wyższej Szkoły Wojennej w Warszawie, w charakterze słuchacza Kursu 1929–1931. Z dniem 1 września 1931 roku, po ukończeniu kursu i otrzymaniu dyplomu naukowego oficera dyplomowanego, został przeniesiony do Wyższej Szkoły Wojennej na stanowisko wykładowcy taktyki ogólnej. 12 marca 1933 roku został mianowany majorem ze starszeństwem z dniem 1 stycznia 1933 roku i 18. lokatą w korpusie oficerów piechoty. Z dniem 1 września 1934 roku został przeniesiony do Gabinetu Wojskowego Prezydenta RP na stanowisko zastępcy szefa gabinetu. Od 1936 był dowódcą III batalionu 5 pułku Strzelców Podhalańskich w Przemyślu. Od lipca 1937 przebywał na półrocznym stażu w rumuńskim 13 pułku piechoty, w styczniu 1938 powrócił do jednostki, a w listopadzie został ponownie powołany do Wyższej Szkoły Wojennej na stanowisko wykładowcy przedmiotu taktyki piechoty. Na stopień podpułkownika został mianowany ze starszeństwem z 19 marca 1939 roku i 78. lokatą w korpusie oficerów piechoty.
W sierpniu 1939 roku został wyznaczony na stanowisko szefa sztabu Grupy Operacyjnej „Bielsko”. Na tym stanowisku walczył w kampanii wrześniowej (od 3 września grupa operacyjna posługiwała się kryptonimem „Boruta”). Po kapitulacji przez sześć lat przebywał w niemieckiej niewoli, w Oflagu IVB Königstein i VIIA Murnau. W lipcu 1945 roku został przyjęty do 2 Korpusu Polskiego i przydzielony do Oddziału III Sztabu. W następnym roku wstąpił do Polskiego Korpusu Przysposobienia i Rozmieszczenia w Wielkiej Brytanii. W 1949 roku wyjechał do Kanady.
W lutym 1956 roku powrócił do Polski, a we wrześniu tego roku podjął pracę jako kierownik kancelarii Szpitala Miejskiego w Chełmie. Zmarł 22 października 1975 roku w Chełmie.

## Ordery i odznaczenia
- Krzyż Niepodległości (12 maja 1931)[16]
- Krzyż Kawalerski Orderu Odrodzenia Polski (11 listopada 1935)[17]
- Krzyż Walecznych (dwukrotnie)
- Srebrny Krzyż Zasługi (10 listopada 1928)[18][19][20]
- Medal Pamiątkowy za Wojnę 1918–1921
- Medal Dziesięciolecia Odzyskanej Niepodległości
- Krzyż Komandorski Orderu Krzyża Orła (Estonia)[21][22]
- Krzyż Komandorski Orderu Estońskiego Czerwonego Krzyża (Estonia)[22]
- Medal 10 Rocznicy Wojny Niepodległościowej (Łotwa, 1929)[23]